# 'Ndrina Fazzari
I Fazzari sono una 'ndrina originaria di Taurianova con interessi e ramificazioni in diverse regioni d'Italia come Lombardia, Piemonte, Lazio e Liguria nonché con ulteriori ramificazioni che si registrano anche all'estero, in particolare in Australia ed in Francia in Costa Azzurra, come confermato dalla DDA in diverse relazioni periodiche.
In Lombardia e Piemonte ha operato lo storico boss Rocco Fazzari, rimasto ucciso durante la faida di Torino.
Il fenomeno della 'ndrangheta in Liguria vede la famiglia Fazzari protagonista tra l'altro in fenomeni di voto di scambio nonché nel business dello smaltimento illegale di rifiuti, in particolare nella zona di Savona, Albenga e Borghetto Santo Spirito.
La famiglia Fazzari è strettamente imparentata con la famiglia Gullace, a sua volta imparentata con le famiglie Pronestì-Gullace-Raso-Albanese, e quindi la pone in aperto contrasto con la famiglia Facchineri. Diversi sono infatti gli omicidi commessi in Liguria di vari membri della famiglia Facchineri per cui gli inquirenti hanno ritenuto essere direttamente od indirettamente coinvolta la famiglia Fazzari, i cui membri tuttavia hanno beneficiato di assoluzioni in vari procedimenti, alcune delle quali vengono ritenute addirittura paradossali.
Si ritengono coinvolgimenti dei Fazzari anche in diversi sequestri di persona unitamente ai Gullace, che anch'essi hanno beneficiato di diverse assoluzioni e ciò nonostante sono stati comunque eseguiti dalla DDA sequestri di beni, precisamente per circa 15 miliardi, in particolare in partecipazioni azionarie in Società ed altro.
Le misure antimafia sono scattate dopo che la Polizia ha scoperto in Calabria, precisamente a Canolo, un luogo dove probabilmente in una stanza chiusa da una lamiera sopra la quale vi era terreno e muschio, erano stati tenuti dei sequestrati ed erano occultati vari documenti, tra cui persino uno stato di famiglia della famiglia Fazzari.
Su Roma si è registrata la presenza di esponenti della Famiglia Fazzari in stretto contatto con le locali organizzazioni criminali, tra cui gli Spada, i Di Silvio ed i Casamonica, con particolare riferimento a Luciano Casamonica e Consiglio Casamonica detto Simone. Questi ultimi, tramite esponenti della famiglia Fazzari si sono avvicinati a storiche famiglie di 'Ndrangheta di San Luca (RC).
L'operazione "Saggezza", condotta dal Procuratore Aggiunto della DDA di Reggio Calabria Nicola Gratteri, ha peraltro rivelato un'articolazione territoriale della 'Ndrangheta basata sull'assegnazione di "cariche" e di funzioni specifiche denominata "Corona" ed ha visto coinvolti diversi membri della famiglia Fazzari, che si sono rivelati a stretto contatto proprio con le storiche famiglie di 'Ndrangheta di San Luca (RC), con cui non è mai emerso alcun conflitto.
In Piemonte, il procedimento penale numero N. 6191/07 R.G.N.R. D.D.A. della Procura della Repubblica presso il Tribunale di Torino ha indagato sull'organizzazione criminale denominata 'ndrangheta con particolare riferimento alla sua presenza nel tessuto territoriale del Canavese facendo emergere un ruolo predominante della Famiglia Fazzari, in particolare di Pierino Fazzari, che unitamente a Fernando Gullace si occupava di appalti sul territorio, esercitando la sua influenza.
Il Procuratore Capo di Savona Francantonio Granero, in servizio fino all'agosto del 2015, in audizione alla Commissione d'Inchiesta sui Rifiuti, ha affermato che le cose da raccontare sul nucleo dei Fazzari - Gullace sono tante e troppe, riguardanti anche omicidi, posto che alla famiglia di 'ndrangheta dei Fazzari per decenni è stato concesso di fare quello che volevano. Già in data 14/04/1967 la Soprintendenza della Liguria scriveva chiaramente al Comune di Borghetto Santo Spirito, riferendo che in località Pattarello era avvenuta l'apertura di una strada e di una cava senza alcuna autorizzazione delle Autorità competenti, ma ciò non è parso contare nulla, tanto che nonostante la zona fosse stata dichiarata e certificata di interesse pubblico già nel 1965, con tanto di Decreto Ministeriale, nessuno ha mai impedito che per decenni il monte fosse divorato abusivamente dalla famiglia Fazzari. Filippo Fazzari, uno dei protagonisti della rifiuti connection ligure, amante di armi ed esplosivo, è risultato possedere una grande quantità sia di armi che di esplosivo, addirittura casse piene interrate. Nonostante una specifica denuncia ricevuta dai Carabinieri della Stazione di Borghetto Santo Spirito, in cui si faceva riferimento anche ad incendi a cantieri, esplosioni di bombe e furti di mezzi da cantiere, in particolare per scavi e movimenti terra, nessun esito ha avuto il relativo procedimento penale, la cui conclusione è stata attesa da Filippo Fazzari in Spagna.

## Esponenti
- Filippo Fazzari
- Francesco Fazzari
- Giulia Fazzari
- Federico Fazzari
- Pierino Fazzari
- Teresa Fazzari
- Vincenzo Fazzari
- Giuseppe Fazzari
- Rocco Fazzari